# Sebastiano Ghezzi
Pour les articles homonymes, voir Famille Ghezzi.
Sebastiano Ghezzi (né en 1580 à Comunanza, dans l'actuelle province d'Ascoli Piceno, dans les Marches, et mort en 1645) est un peintre et architecte italien baroque, de la première moitié du XVIIe siècle.

## Biographie
Né près d'Ascoli Piceno, Sebastiano Ghezzi part à Bologne, où, suivant les principes du Guerchin, il devient un architecte populaire.
Il est nommé ingénieur du pape par Urbain VIII, et obtient la distinction de la Croix.
Il a peint les tympans (1612-1613) du cloître San Domenico à Ascoli, où il a laissé un autoportrait, et un retable à l'église San Francesco de Comunanza.
Son fils Giuseppe Ghezzi est connu comme peintre et son petit-fils Pier Leone Ghezzi, comme caricaturiste.